# Liste der Biografien/Abr
Liste der Biografien |
Portal Biografien |
Personensuche
# |
A |
B |
C |
D |
E |
F |
G |
H |
I |
J |
K |
L |
M |
N |
O |
P |
Q |
R |
S |
T |
U |
V |
W |
X |
Y |
Z |
?
 
Aa |
Ab |
Ac |
Ad |
Ae |
Af |
Ag |
Ah |
Ai |
Aj |
Ak |
Al |
Am |
An |
Ao |
Ap |
Aq |
Ar |
As |
At |
Au |
Av |
Aw |
Ax |
Ay |
Az
 
Aba |
Abb |
Abc |
Abd |
Abe |
Abf |
Abg |
Abh |
Abi |
Abj |
Abk |
Abl |
Abm |
Abn |
Abo |
Abp |
Abr |
Abs |
Abt |
Abu |
Abw |
Aby |
Abz
Die Liste der Biografien führt alle Personen auf, die in der deutschsprachigen Wikipedia einen Artikel haben. Dieses ist eine Teilliste mit 499 Einträgen von Personen, deren Namen mit den Buchstaben „Abr“ beginnt.

## Abr

### Abra
- Abra, heilige Nonne

#### Abrab
- Abrabanel, Isaak (1437–1508), jüdischer Politiker und FinanzmannIsaak Abrabanel (1437–1508)

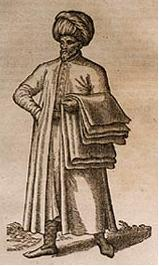
Isaak Abrabanel (1437–1508)

#### Abrag
- Abragam, Anatole (1914–2011), französischer Physiker russischer Herkunft

#### Abrah
- Abraha, König im Jemen vor dem Aufkommen des Islam (535–560)
- Abraham, galiläischer Steinmetz
- Abraham, schottischer Geistlicher
- Abraham bar Chija, Mathematiker, Astronom, Philosoph und Übersetzer
- Abraham bar Qardahi, christlicher Theologe
- Abraham ben David von Posquières († 1198), französischer Rabbiner
- Abraham ben Eliezer ha-Levi, jüdischer Kabbalist und messianischer Visionär
- Abraham ben Isaak von Narbonne († 1158), Rabbiner, früher Kabbalist, Talmudist und Autor
- Abraham ben Joschijahu (1636–1687), jüdischer Arzt und karäischer Mystiker
- Abraham ben Moses ben Maimon (1186–1237), jüdischer Theologe, Exeget, Mystiker, Arzt und Gemeindeleiter
- Abraham ben Salomo von Torrutiel (* 1482), nordafrikanisch-spanisch-jüdischer Chronist
- Abraham ben Samuel ibn Chasdai († 1240), Übersetzer und hebräischer Dichter
- Abraham Gebru, Daniel (* 1985), eritreisch-niederländischer Paracycler
- Abraham I., erster armenischer Patriarch von Jerusalem
- Abraham ibn Daud (1110–1180), jüdischer Philosoph, Autor und Rechtsgelehrter
- Abraham ibn Esra († 1167), jüdischer Gelehrter und Schriftsteller
- Abraham Judaeus Bohemus († 1533), jüdischer Bankier und Steuereintreiber
- Abraham Levi Pascha, Chacham Baschi in Konstantinopel (1835–1839)
- Abraham senior (1412–1493), jüdischer Magnat und Finanzmann
- Abraham von Beth Rabban, Kirchenlehrer
- Abraham von Freising, deutscher Bischof
- Abraham von Jerusalem, armenisch-apostolischer Patriarch von Jerusalem
- Abraham von Kaschkar (503–588), Begründer des Wiederauflebens der assyrischen Klosterbewegung
- Abraham von Kiduna, Missionar und Heiliger
- Abraham von Kreta († 1737), Katholikos von Etschmiadsin der Armenisch-Apostolischen Kirche
- Abraham von Worms, jüdischer Autor
- Abraham, Abraham (1843–1911), US-amerikanischer Geschäftsmann und Gründer des 1865 gegründeten Brooklyner Kaufhauses Abraham &amp; Straus
- Abraham, Abraham ben († 1749), polnischer Aristokrat, vom Katholizismus zum Judentum übergetreten
- Abraham, Alex (1886–1971), deutscher Zehnkämpfer und Diskuswerfer
- Abraham, Alexander (* 1981), armenischer Boxer
- Abraham, Andy (* 1964), britischer Soulsänger
- Abraham, Anke (1960–2017), deutsche Rhythmische Sportgymnastin, Sportwissenschaftlerin und Soziologin
- Abraham, Antoni (1869–1923), kaschubischer Aktivist und Staatsdenker
- Abraham, Antonia (* 1997), chilenische Ruderin
- Abraham, Arthur (* 1980), deutscher Boxer armenischer AbstammungArthur Abraham (* 1980)

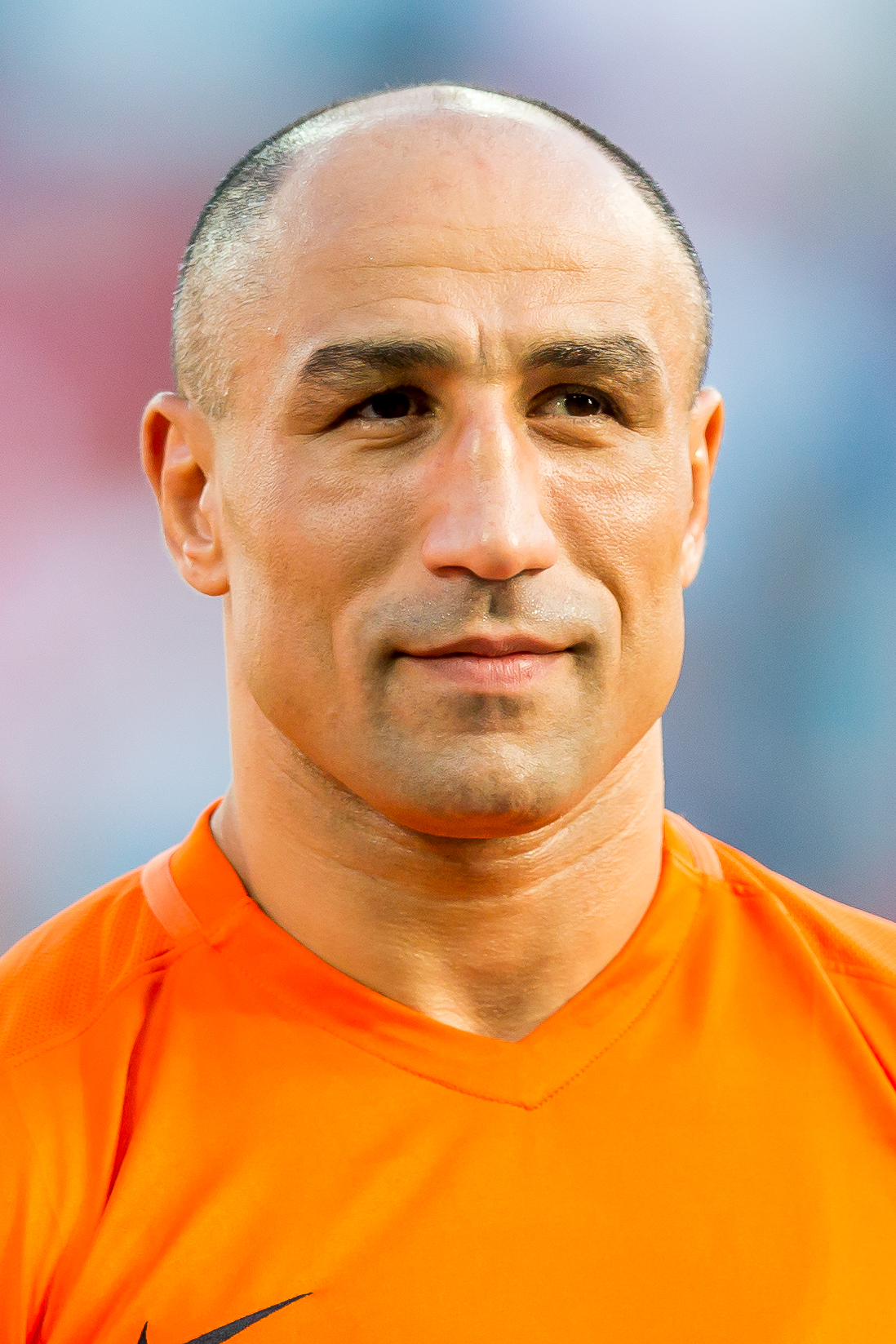
Arthur Abraham (* 1980)

- Ábrahám, Attila (* 1967), ungarischer Kanute
- Abraham, Beate (* 1945), deutsche Schauspielerin
- Abraham, Caroline Harriet (1809–1877), englisch-neuseeländische Malerin
- Abraham, Claude Kurt (1931–2020), deutsch-amerikanischer Romanist und Literaturwissenschaftler
- Abraham, Clyde (1883–1955), US-amerikanischer Offizier der US Army
- Abraham, Corinne (* 1977), britische Triathletin
- Abraham, Daniel (* 1969), US-amerikanischer Science-Fiction- und Fantasyautor
- Abraham, David (* 1946), amerikanischer Historiker und Rechtswissenschaftler
- Abraham, David (* 1986), argentinisch-italienischer Fußballspieler
- Abraham, Dawn (* 1960), US-amerikanische Schauspielerin
- Abraham, Edith (1896–1981), deutsche Juristin
- Abraham, Edward (1913–1999), englischer Biochemiker
- Abraham, Emile (* 1974), Radrennfahrer aus Trinidad und Tobago
- Abraham, Erich (1895–1971), deutscher General der Infanterie im Zweiten Weltkrieg
- Abraham, F. Murray (* 1939), US-amerikanischer FilmschauspielerF. Murray Abraham (* 1939)

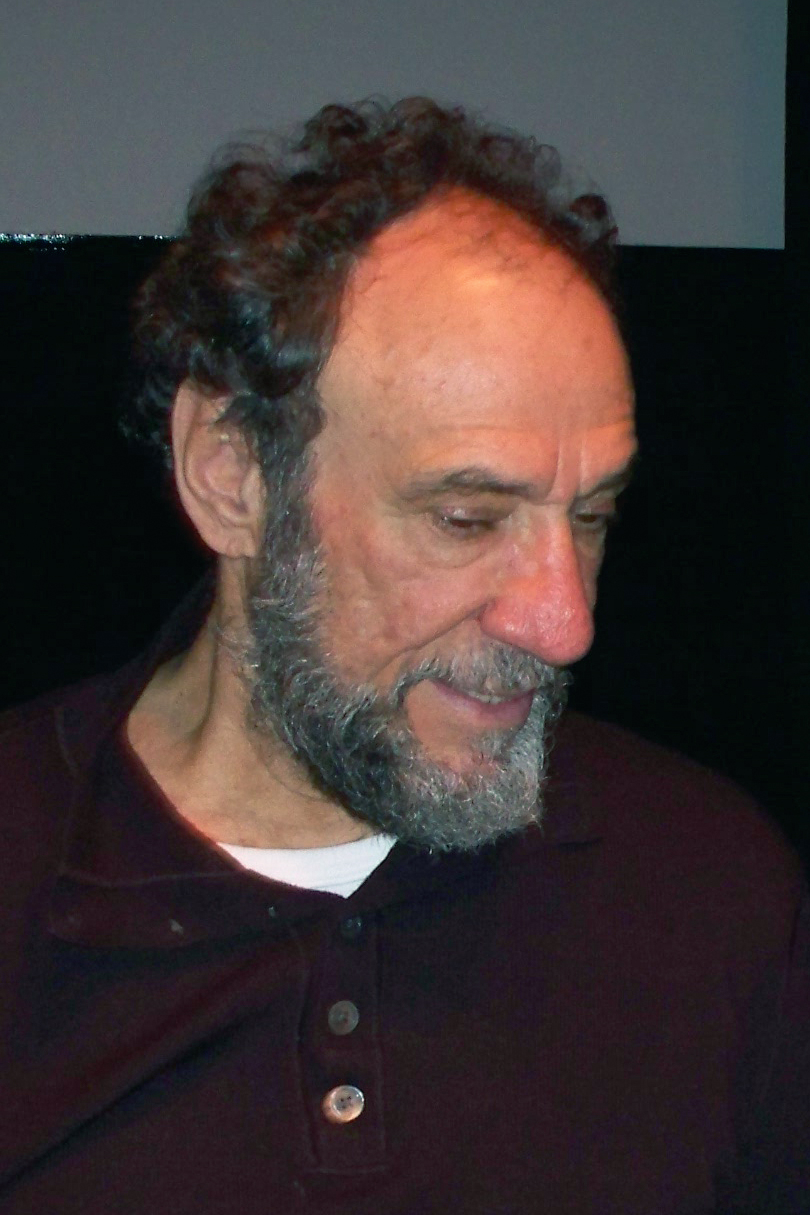
F. Murray Abraham (* 1939)

- Abraham, Farid (* 1937), US-amerikanischer Physiker
- Abraham, Felix (1901–1937), deutscher Sexualwissenschaftler
- Abraham, Filimon (* 1992), deutscher Leichtathlet
- Abraham, Franz (* 1964), deutscher Eventmanager und Produzent
- Abraham, Gary (* 1959), britischer Schwimmer
- Abraham, Gerald (1904–1988), englischer Musikforscher
- Abraham, Gerhard (* 1947), österreichischer Politiker (SPÖ), Abgeordneter zum Nationalrat
- Abraham, Hans (1886–1963), deutscher Gewichtheber
- Abraham, Hans (* 1938), deutscher Badmintonspieler
- Abraham, Hans Jürgen (1909–1978), deutscher Jurist
- Abraham, Heinz (1911–1992), deutscher Historiker und Diplomat
- Abraham, Henri (* 1868), französischer Physiker
- Abraham, Hérard (1940–2022), haitianischer Politiker, Präsident von Haiti
- Abraham, Hilda (1906–1971), deutsche Psychoanalytikerin
- Abraham, Horst (* 1922), deutscher Fußballspieler
- Abraham, Jacques (1880–1942), deutscher Rechtsanwalt und Begründer der Zeitschrift für Beamtenrecht
- Abraham, Jakob (1723–1800), deutscher Medailleur
- Abraham, Jenny (* 1983), US-amerikanische Biathletin und Skilangläuferin sowie Biathlon- und Skilanglauftrainerin
- Abraham, John (* 1972), indischer SchauspielerJohn Abraham (* 1972)

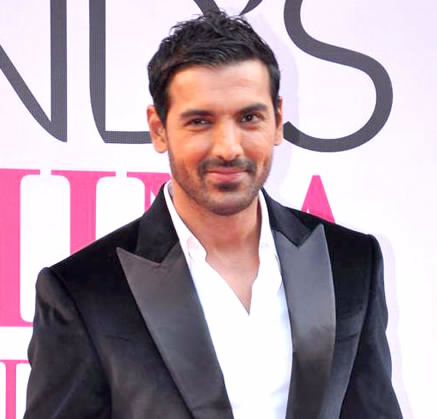
John Abraham (* 1972)

- Abraham, John (* 1978), US-amerikanischer American-Football-Spieler
- Abraham, John P., Wissenschaftler aus dem Bereich Wärmelehre
- Abraham, Joseph (* 1981), indischer Hürdenläufer
- Abraham, Jürgen (* 1940), deutscher Unternehmer
- Abraham, Kai (* 1967), deutscher Badmintonspieler, später für Österreich startend
- Ábrahám, Kálmán (1931–1998), ungarischer kommunistischer Politiker, Mitglied des Parlaments
- Abraham, Karel (* 1990), tschechischer Motorradrennfahrer
- Abraham, Karl (1877–1925), deutscher Psychoanalytiker
- Abraham, Karl (1904–1990), deutscher Wirtschaftspädagoge
- Abraham, Katharine (* 1958), US-amerikanische Wirtschaftswissenschaftlerin und Hochschullehrerin
- Abraham, Knut (* 1966), deutscher Diplomat und Politiker (CDU), MdBKnut Abraham (* 1966)

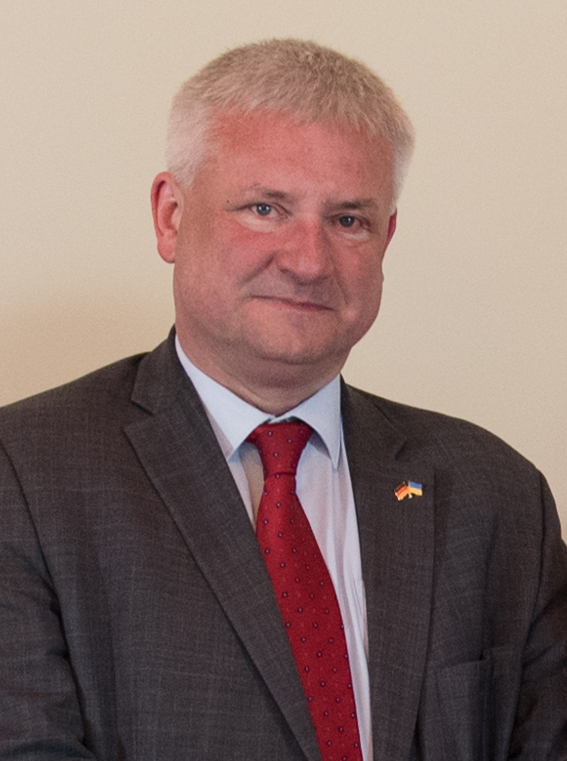
Knut Abraham (* 1966)

- Abraham, Kurt (1921–1988), deutscher Jazzmusiker (Tenorsaxophon, Klarinette, Bandleader)

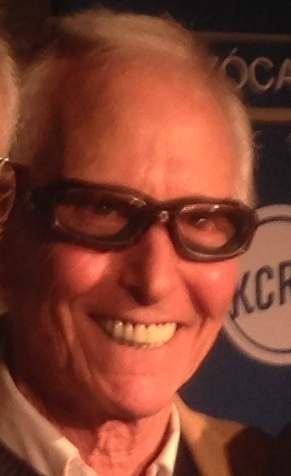
Jim Abrahams (1944–2024)

- Abraham, Kyle (* 1977), US-amerikanischer zeitgenössischer Tänzer und Choreograf
- Abraham, Lars Ulrich (1922–2003), deutscher Musiktheoretiker und Musikpädagoge
- Ábrahám, Lilla Minna (* 2006), ungarische Schwimmerin
- Abraham, Lynne (* 1941), US-amerikanische Staatsanwältin und Politikerin
- Abraham, Marc (* 1949), US-amerikanischer Filmproduzent, Drehbuchautor, Filmregisseur und Schauspieler
- Abraham, Margaret (* 1960), Soziologin und Hochschullehrerin (Hofstra University)
- Abraham, Martin (* 1978), tschechischer Fußballspieler
- Abraham, Max (1831–1900), deutscher Musikverleger
- Abraham, Max (1875–1922), deutscher theoretischer Physiker
- Abraham, Melita (* 1997), chilenische Ruderin
- Abraham, Nileena (* 1925), indische Schriftstellerin und Übersetzerin
- Abraham, Otto (1872–1926), deutscher Musikpsychologe
- Abraham, Paul (1892–1960), ungarisch-deutscher KomponistPaul Abraham (1892–1960)

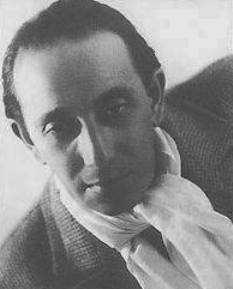
Paul Abraham (1892–1960)

- Abraham, Paulos (* 2002), schwedisch-eritreischer Fußballspieler
- Abraham, Pearl (* 1960), US-amerikanische Autorin und Hochschullehrerin
- Abraham, Peter (1936–2015), deutscher Schriftsteller
- Abraham, Peter (* 1938), deutscher Fußballspieler
- Abraham, Phil, US-amerikanischer Kameramann und Fernsehregisseur
- Abraham, Phil (* 1962), belgischer Jazz-Posaunist und Sänger
- Abraham, Philippe-Jacques (1848–1915), chaldäischer Bischof
- Abraham, Pierre (1892–1974), französischer Schriftsteller, Journalist und Romanist
- Abraham, Raimund (1933–2010), österreichisch-US-amerikanischer Architekt und Professor für Architektur
- Abraham, Ralph (1936–2024), US-amerikanischer Mathematiker
- Abraham, Ralph (* 1954), US-amerikanischer Politiker
- Abraham, Reinhardt (1929–1995), deutscher Manager
- Abraham, Roman (1891–1976), polnischer Brigadegeneral
- Abraham, Ronny (* 1951), französischer Jurist, Richter am Internationalen Gerichtshof
- Abraham, Shiny (* 1965), indische Leichtathletin
- Abraham, Simon (* 1992), österreichischer Fußballspieler
- Abraham, Sophie (* 1986), österreichische Cellistin
- Abraham, Spencer (* 1952), US-amerikanischer Politiker
- Abraham, Stephen, britischer römisch-katholischer Geistlicher
- Abraham, Susanna († 1821), deutsche Kauffrau und Stifterin
- Abraham, Tadesse (* 1982), Schweizer Langstreckenläufer
- Abraham, Tammy (* 1997), englischer FußballspielerTammy Abraham (* 1997)

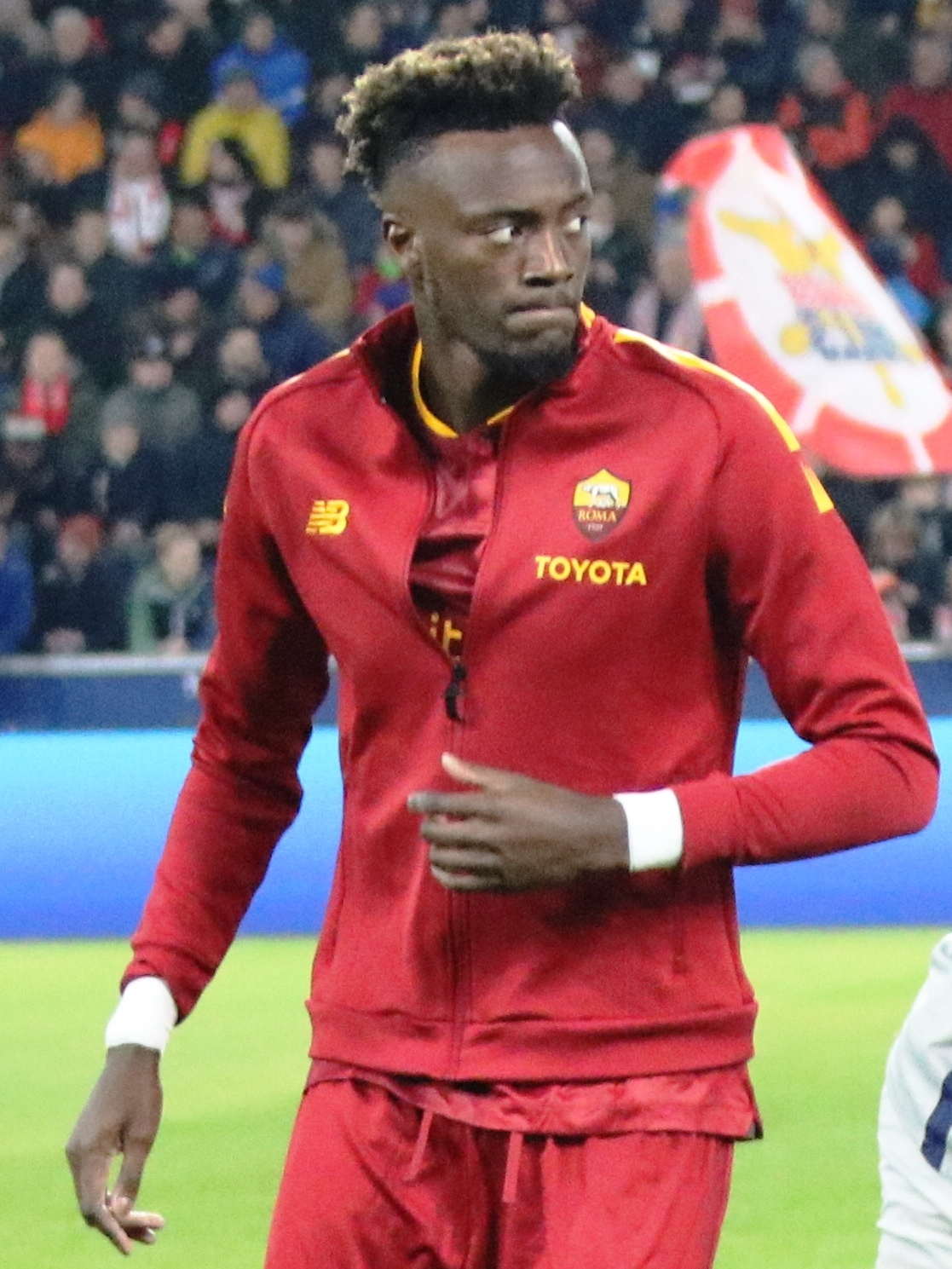
Tammy Abraham (* 1997)

- Abrahám, Tomáš (* 1979), tschechischer Fußballspieler
- Abraham, Ulf (* 1954), deutscher Germanist und Fachdidaktiker
- Abraham, Walter (1896–1963), deutscher SS-Brigadeführer und Polizeigeneral
- Abraham, Werner (1936–2024), österreichischer Sprachwissenschaftler und Hochschullehrer
- Abraham, Wilhelm (* 1894), deutscher Politiker (CDU), Mitglied des Mecklenburgischen Landtags
- Abraham, William (1842–1922), walisischer Gewerkschaftsführer und Politiker (Labour) sowie ein Unterhausabgeordneter der Labour Party (1885–1920)
- Abraham, William (1897–1980), britischer Generalmajor der British Army, Geologe und Wirtschaftsmanager
- Abraham, Władysław (1860–1941), polnischer Historiker
- Abraham, Wolfgang (1942–2013), deutscher Fußballspieler
- Abraham, Yuval (* 1995), israelischer Journalist und FilmemacherYuval Abraham (* 1995)

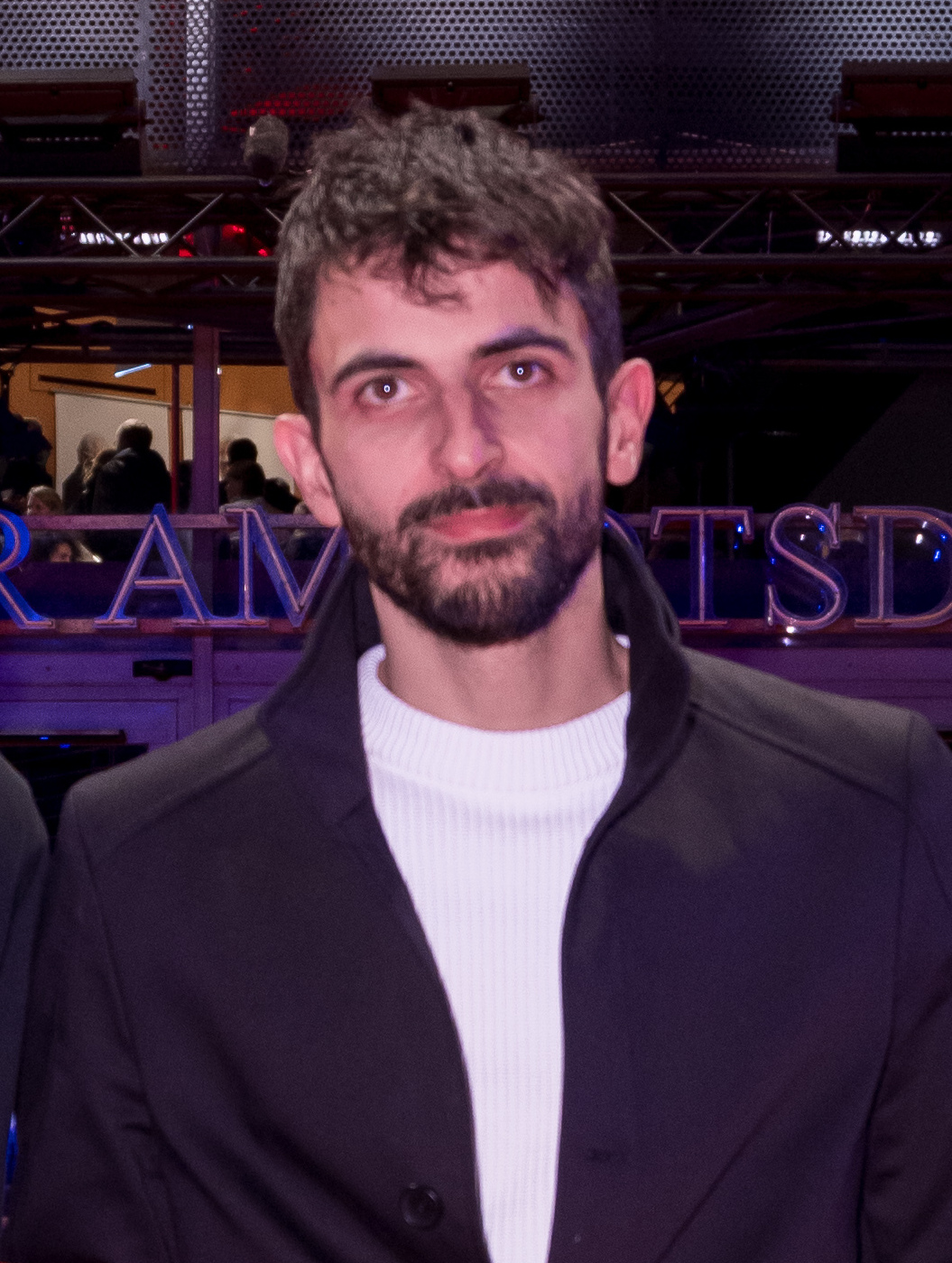
Yuval Abraham (* 1995)

- Abrahamczik, Nina (* 1982), österreichische Politikerin (SPÖ), Landtagsabgeordnete
- Abrahamian, Ara (* 1975), schwedischer Ringer armenischer Herkunft
- Abrahamian, Atossa Araxia (* 1986), US-amerikanische Journalistin und Autorin
- Abrahamian, Stéphan (* 1946), französischer Radrennfahrer
- Abrahamjan, Howik (* 1958), armenischer Politiker, Ministerpräsident der Republik Armenien
- Abrahamjan, Medea (1932–2021), sowjetische bzw. armenische Cellistin und Professorin
- Abrahámová, Margita (1933–2005), tschechische Opernsängerin in der Stimmlage Sopran
- Abrahamowicz, Adolf (1849–1899), polnischer Schriftsteller
- Abrahamowicz, Alexander (1926–2020), österreichischer reformierter Pfarrer und stellvertretender Superintendent
- Abrahamowicz, David (1839–1926), jüdisch-polnischer Politiker
- Abrahamowicz, Eugeniusz (1848–1905), polnischer Jurist und Politiker
- Abrahamowicz, Krzysztof (1852–1916), polnischer Politiker
- Abrahams, Adolphe (1883–1967), britischer Arzt und Sportwissenschaftler
- Abrahams, Anna Adelaïde (1849–1930), niederländische Malerin und Aquarellistin
- Abrahams, Brian (* 1947), südafrikanisch-britischer Jazzschlagzeuger und Sänger
- Abrahams, Chris (* 1961), australischer Filmkomponist, Pianist und Keyboarder
- Abrahams, Elihu (1927–2018), US-amerikanischer Physiker
- Abrahams, Gerald (1907–1980), britischer Schachspieler und Rechtsanwalt
- Abrahams, Guy (* 1953), panamaischer Sprinter
- Abrahams, Harold (1899–1978), britischer LeichtathletHarold Abrahams (1899–1978)

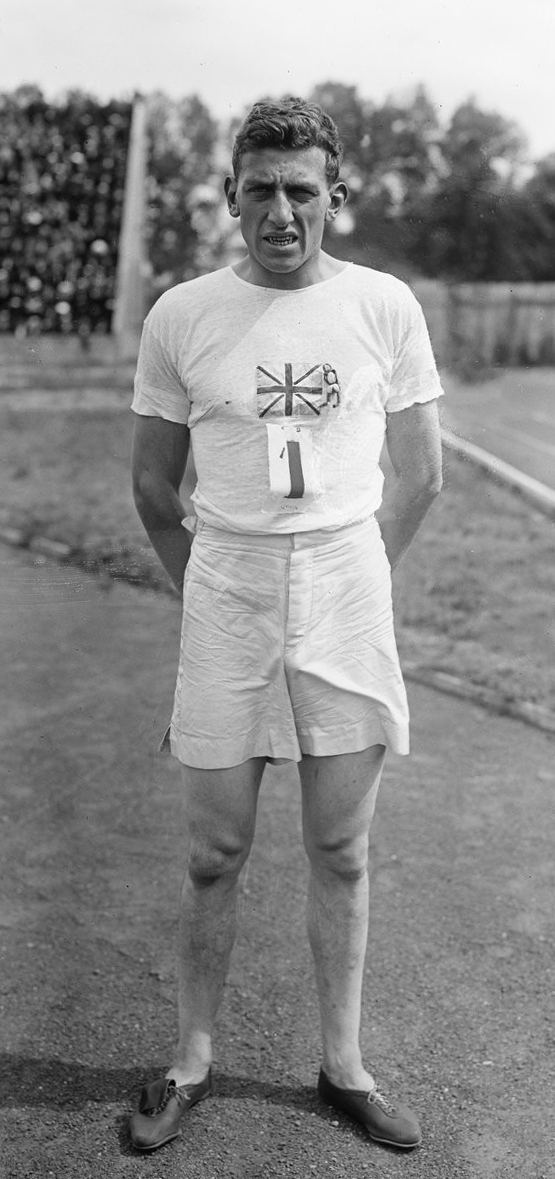
Harold Abrahams (1899–1978)

- Abrahams, Israel (1858–1925), britischer Judaist
- Abrahams, James (1868–1947), schottischer Fußballspieler
- Abrahams, Jim (1944–2024), US-amerikanischer Regisseur, Produzent und DrehbuchautorJim Abrahams (1944–2024)
- Abrahams, Jon (* 1977), US-amerikanischer Schauspieler
- Abrahams, Joseph, britischer Rechtsanwalt
- Abrahams, Marianne, südafrikanische Badmintonspielerin
- Abrahams, Maurice (1883–1931), US-amerikanischer Songwriter und Musikverleger
- Abrahams, Mick (* 1943), britischer Bluesrock-Gitarrist und Bandleader
- Abrahams, Ottilie (1937–2018), namibische Lehrerin, Aktivistin und Politikerin
- Abrahams, Peter (1919–2017), südafrikanischer Journalist und Schriftsteller
- Abrahams, Peter (* 1947), US-amerikanischer Autor von Kriminalromanen, Thrillern und Jugendbüchern
- Abrahams, Sidney (1885–1957), britischer Weitspringer und Sprinter
- Abrahams, Sidney Cyril (1924–2021), britischer Chemiker
- Abrahamsdotter, Kristina (1432–1492), finnische Adlige
- Abrahamse, Veronica (* 1980), südafrikanische Leichtathletin
- Abrahamsen, Carla (* 1988), schwedische Schauspielerin und Sängerin
- Abrahamsen, Egil (1923–2023), norwegischer Schiffsingenieur und Geschäftsmann
- Abrahamsen, Erik (1893–1949), dänischer Musikwissenschaftler und Organist
- Abrahamsen, Hans (* 1952), dänischer Komponist und Musikpädagoge
- Abrahamsen, Isak (1891–1972), norwegischer Turner
- Abrahamsen, Jakob Dybdal (* 1994), dänischer Mittel- und Langstreckenläufer
- Abrahamsen, Jan (* 1993), deutscher American-Football-Spieler
- Abrahamsen, Jonas (* 1995), norwegischer RadrennfahrerJonas Abrahamsen (* 1995)

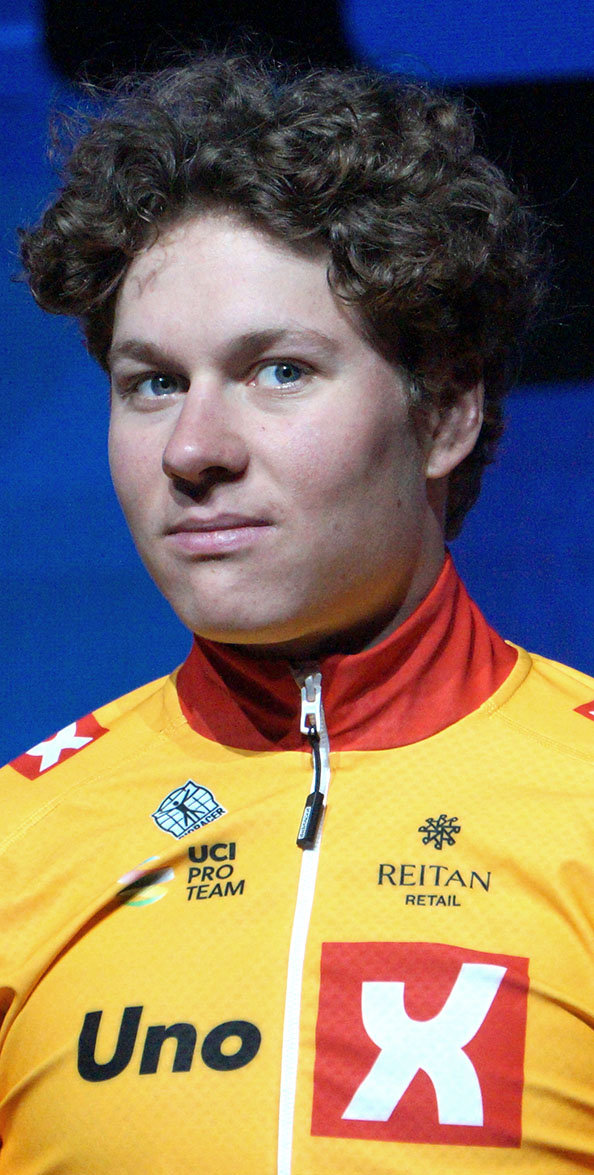
Jonas Abrahamsen (* 1995)

- Abrahamsen, Knut Leo (* 1962), norwegischer Nordischer Kombinierer
- Abrahamsen, Solveig Sundbø (* 1963), norwegische Politikerin der konservativen Partei Høyre
- Abrahamsohn, Ernst (1905–1958), deutscher Altertumswissenschaftler, Altphilologe
- Abrahamsohn, Rolf (1925–2021), deutscher Kaufmann und Holocaust-Überlebender
- Abrahamson, Arie (1904–1992), jüdischer Komponist und Juwelier
- Abrahamson, Jared (* 1987), kanadischer Schauspieler, Mixed-Martial-Arts-Kämpfer und Kickboxer
- Abrahamson, Jennie (* 1977), schwedische Sängerin und Songschreiberin
- Abrahamson, Lenny (* 1966), irischer Regisseur
- Abrahamson, Werner Hans Friedrich (1744–1812), dänischer Offizier, Schriftsteller, Herausgeber und Übersetzer
- Abrahamsson, Carl (1896–1948), schwedischer Eishockeyspieler
- Abrahamsson, Erik (1898–1965), schwedischer Weitspringer und Eishockeyspieler
- Abrahamsson, Henock (1909–1958), schwedischer Fußballtorhüter
- Abrahamsson, Selma (1872–1911), finnlandschwedische Autorin
- Abrahamsson, Thommy (* 1947), schwedischer Eishockeyspieler
- Abrahamyan, Tatev (* 1988), US-amerikanische Schachspielerin
- Abrahamyan, Varduhi, armenische Opernsängerin der Stimmlage Alt
- Abrahão, Leonardo (* 1996), brasilianischer Handballspieler
- Abrahão, Miguel M. (* 1961), brasilianischer Schriftsteller, Historiker und Dramatiker
- Abrahms, Ralf (* 1957), deutscher Politiker (Bündnis 90/Die Grünen), Politikwissenschaftler und Bürgermeister

#### Abrai
- Abraitis, Rimgaudas (* 1934), litauischer Ingenieur und Energiewirtschaftler
- Abraitis, Vaidotas Blažiejus (1942–2015), litauischer Radioelektroniker und Politiker

#### Abraj
- Abrajim Elcure, José (1922–1986), kolumbianischer Pianist, Geiger und Komponist

#### Abram
- Abram, David (* 1957), US-amerikanischer Kulturökologe, Philosoph und AutorDavid Abram (* 1957)

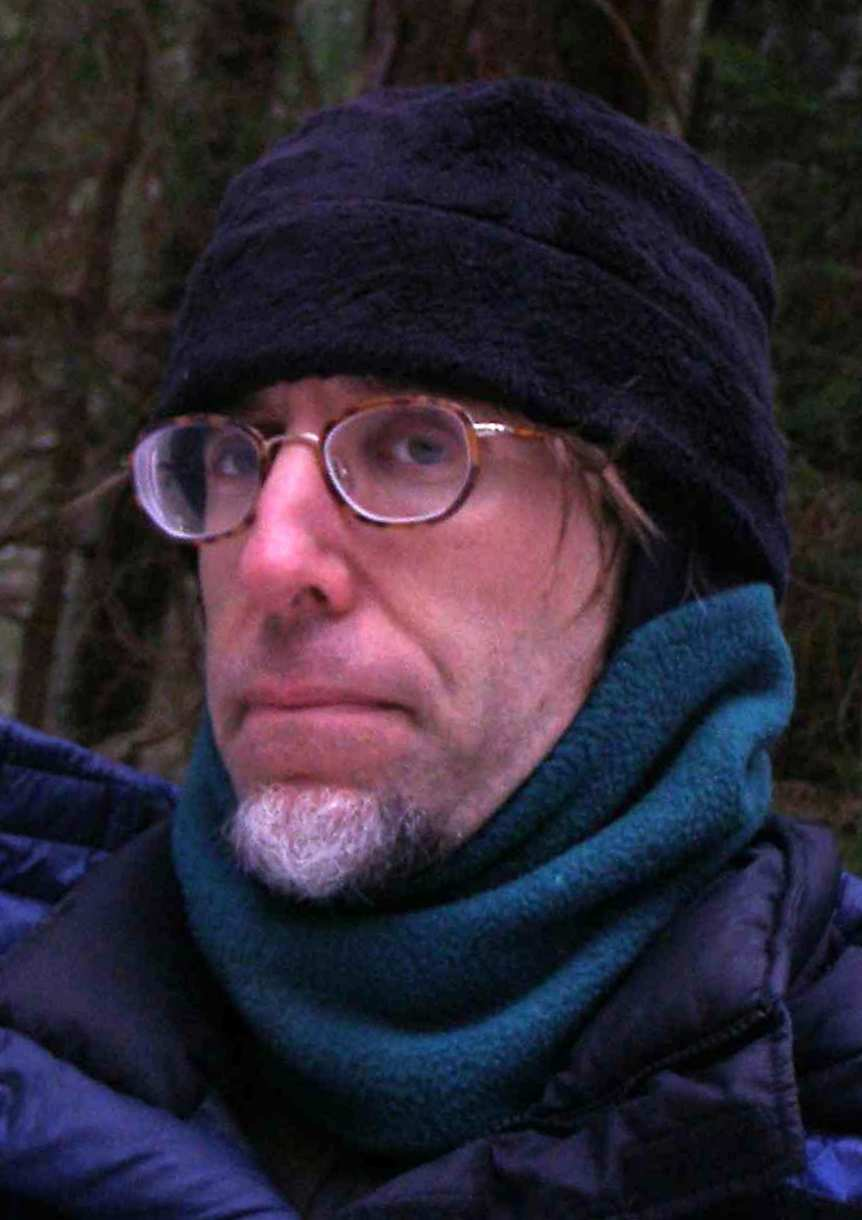
David Abram (* 1957)

- Abram, Erich (1922–2017), italienischer Alpinist (Südtirol)
- Abram, Felicity (* 1986), australische Triathletin
- Abram, Ido (1940–2019), niederländischer Erziehungswissenschaftler
- Abram, Jacques (1915–1998), US-amerikanischer Pianist und Musikpädagoge
- Abram, John (1840–1918), britischer Organist, Musikpädagoge, Dirigent und Komponist
- Abram, John (* 1959), kanadischer Komponist, Blockflötist, Toningenieur und Musikpädagoge
- Abram, John Harold (1877–1900), britischer Pianist, Organist, Dirigent und Komponist
- Abram, Johnathan (* 1996), US-amerikanischer American-Football-Spieler
- Abram, Luis (* 1996), peruanischer Fußballspieler
- Abram, Mikael (* 1996), italienischer Skilangläufer
- Abram, Morris B. (1918–2000), US-amerikanischer Jurist
- Abram, Simon (1871–1940), österreichischer Politiker (SDAP), Abgeordneter zum Nationalrat
- Abramaschwili, Iason (* 1988), georgischer Skirennläufer
- Abramavičius, Armanas (* 1962), litauischer Strafrechtler und Richter
- Abramavičius, Arnoldas (* 1967), litauischer Politiker
- Abramawa, Nadseja (1907–1979), belarussische Politikerin, Aktivistin und Publizistin
- Abramczik, Rüdiger (* 1956), deutscher Fußballspieler und -trainer
- Abramczik, Volker (* 1964), deutscher Fußballspieler
- Abramczyk, Meta (1876–1942), Sekretärin der Berliner Secession und Kunstsammlerin
- Abramczyk, Roland (1880–1938), deutscher Schriftsteller, Lyriker und Lehrer
- Abramczyk, Wilhelm (1916–1996), deutscher Fußballspieler
- Abramenka, Jauhen (* 1987), belarussischer Biathlet
- Abramenko, Oleksandr (* 1988), ukrainischer Freestyle-Skier
- Abrami, Esther (* 1996), französische Violinistin, Komponistin, Webvideoproduzentin und InfluencerinEsther Abrami (* 1996)

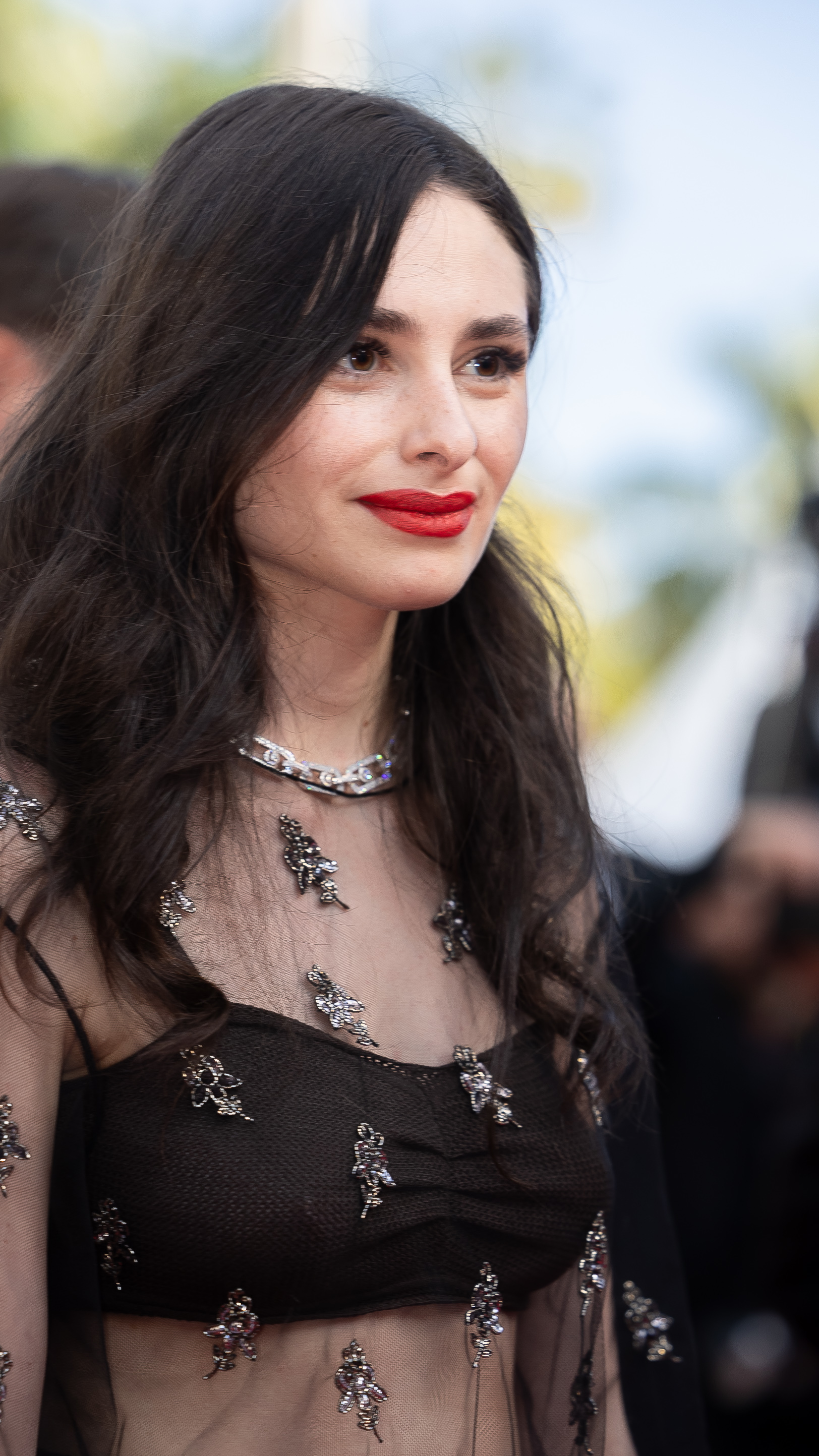
Esther Abrami (* 1996)

- Abramić, Mihovil (1884–1962), jugoslawischer Archäologe
- Abramikas, Viktoras (1908–1972), litauischer Fußballspieler
- Abramios, Johannes, byzantinischer Astrologe
- Abramischwili, Lewan (* 1970), georgischer Skirennläufer
- Abramjan, Eduard (1923–1986), armenischer Pianist, Komponist und Musikpädagoge
- Abramjan, Jewgeni Aramowitsch (1930–2014), sowjet-georgischer Ingenieur, Physiker und Autor
- Abramoff, Jack (* 1959), US-amerikanischer Aktivist der Republikanischen Partei und Geschäftsmann
- Abramov, Erik (* 1999), deutscher Judoka
- Abramović, Alen (* 1976), kroatischer Skilangläufer
- Abramović, Boško (1951–2021), jugoslawischer bzw. serbischer Schachgroßmeister
- Abramović, Marina (* 1946), serbische PerformancekünstlerinMarina Abramović (* 1946)

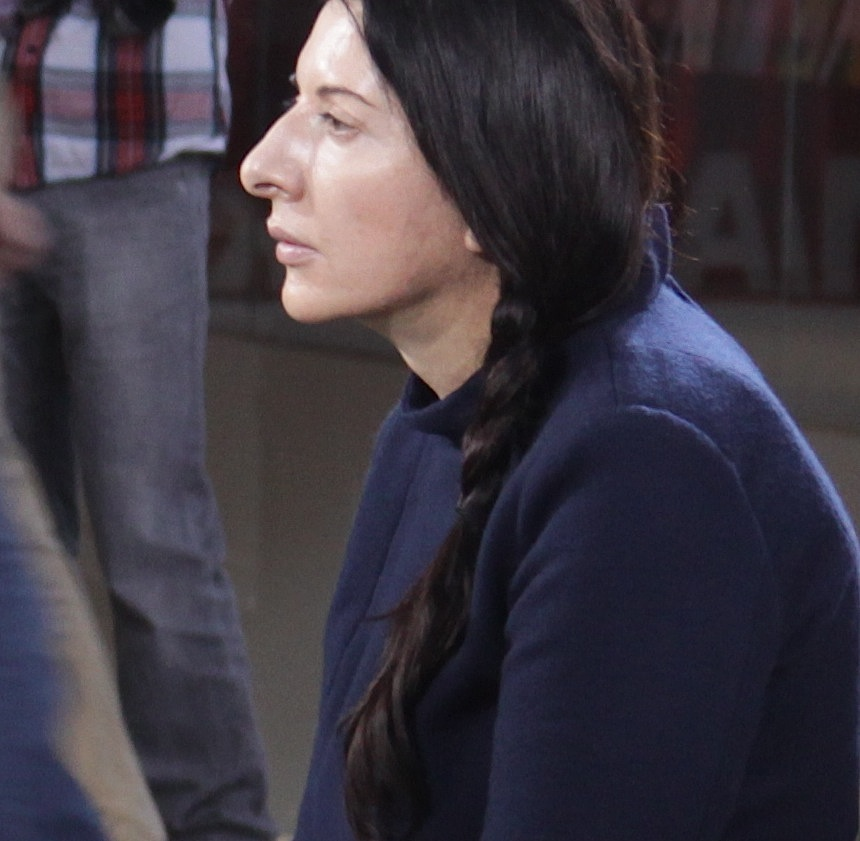
Marina Abramović (* 1946)

- Abramovich, Dan (* 1963), israelischer Mathematiker
- Abramovitz, Dov Ber (1860–1926), litauisch-amerikanischer orthodoxer Rabbiner und Mitbegründer der Misrachi-Bewegung in den USA
- Abramovitz, Max (1908–2004), US-amerikanischer Architekt
- Abramow, Alexander Grigorjewitsch (* 1959), russischer Unternehmer und Vorstandsvorsitzender von Evraz
- Abramow, Anatoli Wassiljewitsch (1915–1983), sowjetischer Theater- und Filmschauspieler
- Abramow, Andrei Wassiljewitsch (1935–1994), sowjetischer Boxer
- Abramow, Charlotte (* 1993), belgische Fotografin und Filmemacherin
- Abramow, Fedir (1904–1982), ukrainisch-sowjetischer Geologe und Bergbauingenieur
- Abramow, Fjodor Alexandrowitsch (1920–1983), sowjetisch-russischer Schriftsteller
- Abramow, Grigori Grigorjewitsch (* 1918), sowjetischer Politiker (KPdSU)
- Abramow, Iossif Aschotowitsch (* 2001), russischer Billardspieler
- Abramow, Lew Jakowlewitsch (1911–2004), sowjetischer bzw. russischer Schachspieler, -schiedsrichter und -funktionär
- Abramow, Michail Leopoldowitsch (* 1956), russischer Admiral und ehemaliger Chef des Hauptstabes der Russischen Seekriegsflotte sowie ehemaliger Kommandeur der russischen Nordflotte
- Abramow, Nikolai Kusmitsch (1933–2003), sowjetisch-russischer Marathonläufer
- Abramow, Nikolai Wiktorowitsch (1961–2016), russisch-sowjetischer wepsischsprachiger Schriftsteller
- Abramow, Sergei Michailowitsch (* 1959), russischer Eishockeytorwart und -trainer
- Abramow, Waleri Alexandrowitsch (1956–2016), sowjetischer Langstreckenläufer
- Abramow, Wiktor Semjonowitsch (* 1956), russischer Politiker
- Abramow, Wladimir Alexandrowitsch (* 2002), russischer Fußballspieler
- Abramow, Wolodymyr (* 1962), ukrainischer Rechtsanwalt und Politiker
- Abramow-Mirow, Alexander Lasarewitsch (1895–1937), sowjetischer Komintern- und Geheimdienstfunktionär
- Abramow-Newerly, Jarosław (* 1933), polnischer Schriftsteller und Komponist
- Abramowa, Anastassija Lawrentjewna (1915–2012), sowjetische Bryologin
- Abramowa, Darja Alexejewna (* 1990), russische Boxerin
- Abramowa, Irina Olegowna (* 1962), sowjetisch-russische Afrikawissenschaftlerin und Hochschullehrerin
- Abramowa, Jekaterina Konstantinowna (* 1982), russische Eisschnellläuferin
- Abramowa, Maja Pawlowna (1931–2003), sowjetisch-russische Prähistorikerin
- Abramowa, Marina Anatoljewna (* 1955), russische Philologin, Übersetzerin und Dozentin für westliche Literatur an der Lomonossow-Universität Moskau
- Abramowa, Olga Walerjewna (* 1988), russische, dann ukrainische Biathletin
- Abramowa, Soja Alexandrowna (1925–2013), sowjetisch-russische Prähistorikerin und Hochschullehrerin
- Abramowa, Sonja Pinchasowna (1930–2019), sowjetisch-usbekische Pianistin, Komponistin und Musikpädagogin
- Abramowicz, Adam (1710–1766), polnischer Jesuit
- Abramowicz, Adam (* 1961), polnischer Politiker, Mitglied des Sejm
- Abramowicz, Alfred Leo (1919–1999), US-amerikanischer römisch-katholischer Bischof
- Abramowicz, Andrzej († 1763), Kastellan von Brest
- Abramowicz, Bronisław (1837–1912), polnischer Maler
- Abramowicz, Dina (1909–2000), jüdische Bibliothekarin, Partisanin im Zweiten Weltkrieg sowie Historikerin für jüdische Geschichte sowie Spezialistin für jiddische Sprache und deren Erforschung
- Abramowicz, Ignacy (1793–1867), polnischer Militär
- Abramowicz, Jan († 1602), Wojewode der Woiwodschaft Minsk und Smolensk
- Abramowicz, Leon (1889–1978), österreichischer Maler
- Abramowicz, Marian (1871–1925), polnischer sozialistischer Aktivist und Revolutionär, später Bibliothekar und Archivar
- Abramowicz, Marian Cezary (1937–1997), polnischer Lyriker und Romanschriftsteller
- Abramowicz, Michel (* 1954), französischer Kameramann
- Abramowicz, Mikołaj († 1651), polnischer General und Wojewode
- Abramowicz, Mikołaj (1788–1835), polnischer Jurist und politischer Aktivist
- Abramowicz, Piotr (1619–1697), polnischer Jesuit
- Abramowicz, Sławomir (* 2004), polnischer Fußballspieler
- Abramowicz, Witold (* 1954), polnischer Wirtschaftswissenschaftler und Hochschullehrer
- Abramowitsch, Bernhard (1906–1986), deutsch-amerikanischer Pianist und Musikpädagoge
- Abramowitsch, Dmitri Wladimirowitsch (* 1982), russischer Bobpilot
- Abramowitsch, Rafail (1880–1963), russischer Bundist und Menschewik
- Abramowitsch, Roman Arkadjewitsch (* 1966), russisch-israelisch-portugiesischer Ölunternehmer und ehemaliger Gouverneur der Region TschukotkaRoman Arkadjewitsch Abramowitsch (* 1966)

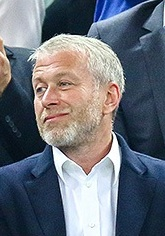
Roman Arkadjewitsch Abramowitsch (* 1966)

- Abramowitsch, Ruth (1907–1974), deutsche Tänzerin
- Abramowitsch, Wsewolod Michailowitsch (1890–1913), russischer Pilot
- Abramowitz, Milton (1915–1958), US-amerikanischer Mathematiker
- Abramowitz, Simon (1887–1944), deutscher Jurist und Staatsbeamter
- Abramowska, Janina (* 1933), polnische Literaturhistorikerin und -theoretikerin
- Abramowski, Edward Józef (1868–1918), polnischer Philosoph, Psychologe und Soziologe
- Abramowski, Karl Friedrich (1793–1875), preußischer Landrat
- Abramowski, Luise (1928–2014), deutsche evangelische Theologin und Kirchenhistorikerin
- Abramowski, Richard (1862–1932), deutscher Kirchenlieddichter und evangelischer Geistlicher
- Abramowski, Rudolf (1900–1945), deutscher evangelischer Theologe und Orientalist
- Abramowski, Wanja, deutscher Lokalhistoriker
- Abramowsky, Klaus (1933–1998), deutscher Schauspieler und Synchronsprecher
- Abramowytsch, Dmytro (1873–1955), ukrainischer Literaturhistoriker
- Abrams, Aaron (* 1978), kanadischer Schauspieler
- Ābrams, Aleksandrs (1904–1958), lettischer Fußballspieler
- Abrams, Aliyah (* 1997), guyanische Sprinterin
- Abrams, Aruna (* 1975), US-amerikanische Singer-Songwriterin und Keyboard-Spielerin
- Abrams, Austin (* 1996), US-amerikanischer Schauspieler in Film und FernsehenAustin Abrams (* 1996)

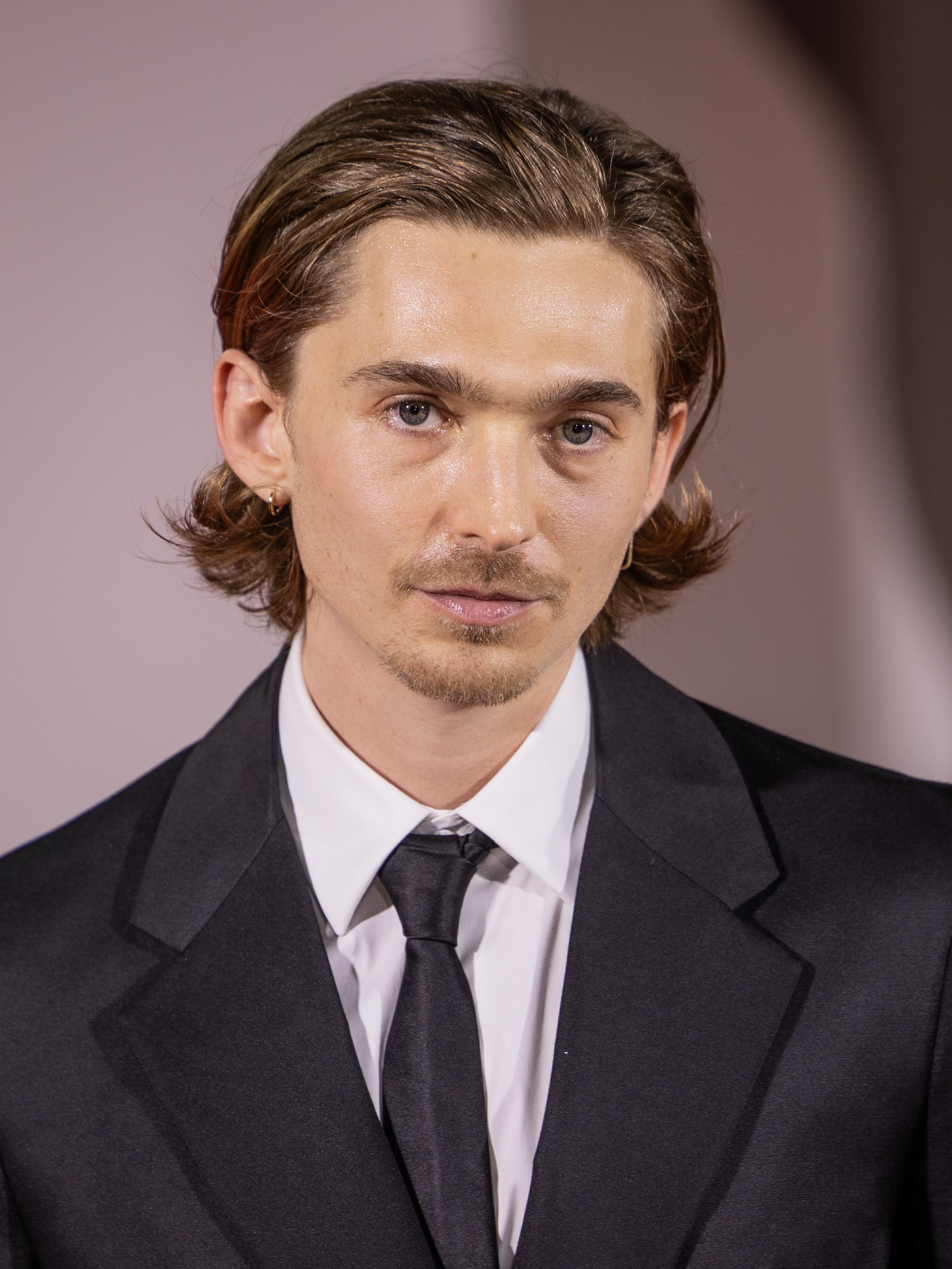
Austin Abrams (* 1996)

- Abrams, Casey (* 1991), US-amerikanischer Sänger
- Abrams, Colonel (1949–2016), US-amerikanischer Sänger und Songwriter
- Abrams, Creighton W. (1914–1974), US-amerikanischer General
- Abrams, Dan (* 1966), US-amerikanischer TV-Moderator
- Abrams, Daniel (* 1931), US-amerikanischer Pianist, Musikpädagoge und Komponist
- Abrams, Elliott (* 1948), US-amerikanischer Rechtsanwalt, Autor und Diplomat
- Abrams, Gracie (* 1999), US-amerikanische PopsängerinGracie Abrams (* 1999)

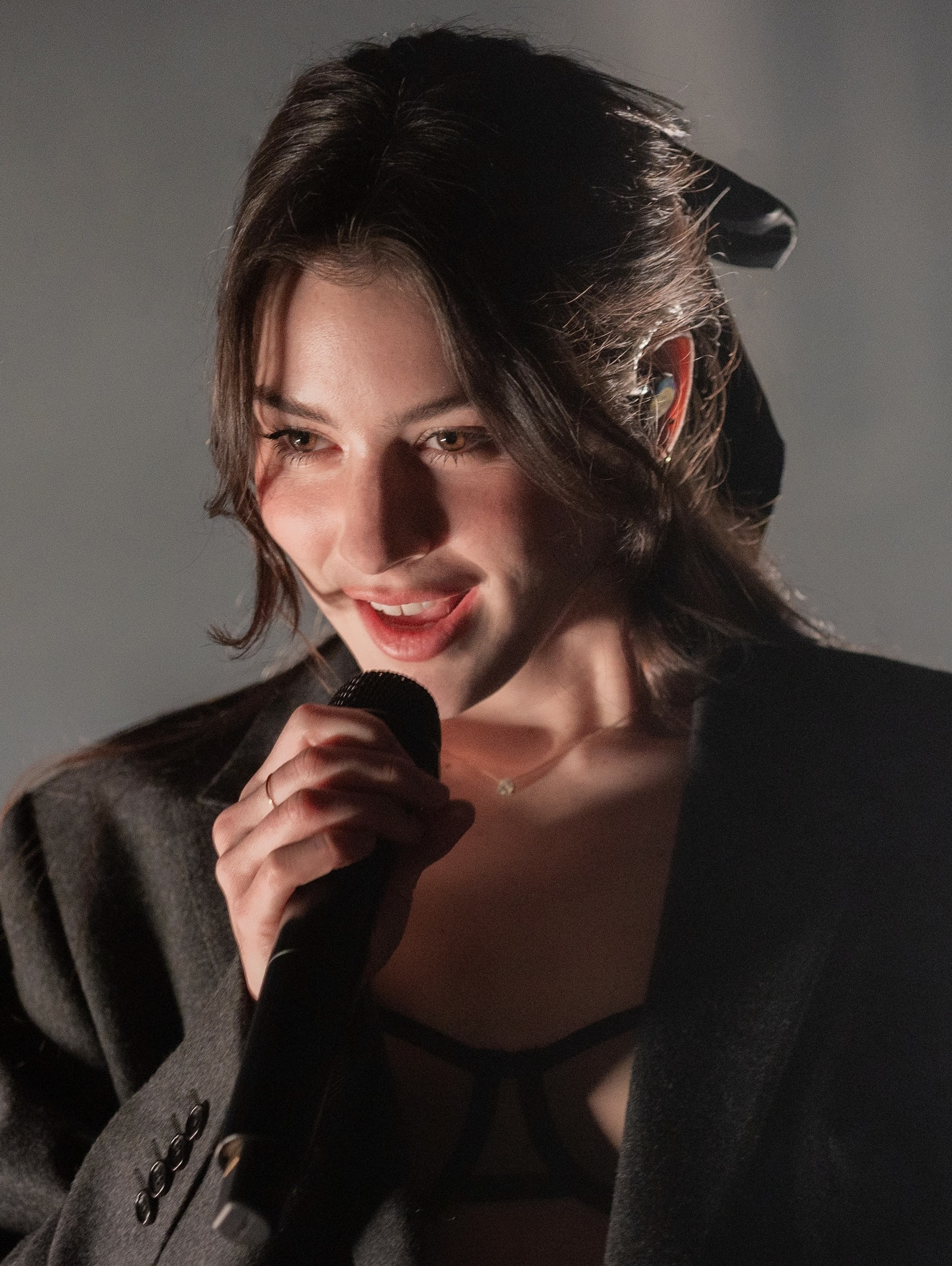
Gracie Abrams (* 1999)

- Abrams, Harriet (1760–1821), englische Opernsängerin (Sopran) und Komponistin
- Abrams, Hiram (1878–1926), Präsident des Filmverleihs United Artists
- Abrams, Hyman (* 1901), russisch-amerikanischer Mobster
- Abrams, J. J. (* 1966), US-amerikanischer Film- und Fernsehproduzent, Drehbuchautor, Komponist und Regisseur
- Abrams, Jamar (* 1989), US-amerikanischer Basketballspieler
- Abrams, Jasmine (* 1994), guyanische Sprinterin
- Abrams, John N. (1946–2018), US-amerikanischer Offizier, General der US Army
- Abrams, Joshua (* 1973), US-amerikanischer Jazzmusiker
- Abrams, Lee (1925–1992), US-amerikanischer Jazz-Schlagzeuger
- Abrams, LeRoy (1874–1956), US-amerikanischer Botaniker
- Abrams, M. H. (1912–2015), amerikanischer Literaturwissenschaftler
- Abrams, Marc (* 1958), amerikanischer Musiker
- Abrams, Muhal Richard (1930–2017), US-amerikanischer Jazzpianist und -klarinettist und Komponist
- Abrams, Peter, US-amerikanischer Filmproduzent
- Abrams, Ray (1920–1992), US-amerikanischer Jazz-Tenorsaxophonist
- Abrams, Rebecca (* 1963), britische Journalistin und Schriftstellerin
- Abrams, Robert (* 1938), US-amerikanischer Politiker der Demokratischen Partei
- Abrams, Robert B. (* 1960), US-amerikanischer Offizier, General der US-Army
- Abrams, Stacey (* 1973), US-amerikanische PolitikerinStacey Abrams (* 1973)

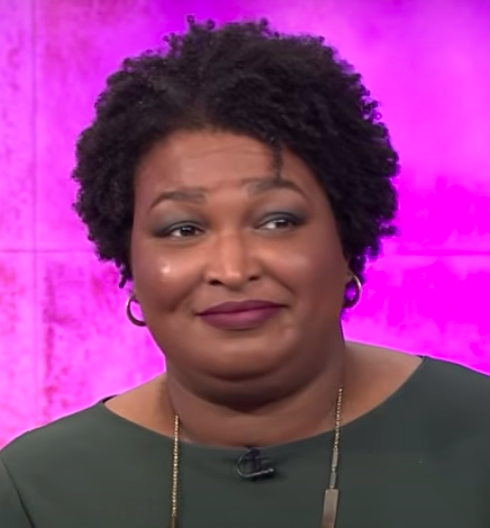
Stacey Abrams (* 1973)

- Abrams, Talbert (1895–1990), US-amerikanischer Luftfahrtpionier und Unternehmer
- Abrams, Willem, niederländischer Maler
- Abramski, Alexander Sawwatjewitsch (1898–1985), sowjetischer Komponist und Folklorist
- Abramski, Marian (1905–1942), polnisches Opfer des Nationalsozialismus
- Abramski, Nili (* 1970), israelische Langstreckenläuferin
- Abramski, Paweł (* 1947), polnischer Politiker, Mitglied des Sejm und des Senats
- Abramsky, Chimen (1916–2010), britischer Judaist
- Abramsky, Sasha (* 1972), britischer politischer Journalist und Autor
- Abramsky, Yehezkel (1886–1976), britischer Rabbiner
- Abramsohn, Roy, US-amerikanischer Schauspieler und Synchronsprecher
- Abramson, Abraham († 1811), deutscher Medailleur und Münzmeister
- Abramson, Herb (1916–1999), US-amerikanischer R&B-Produzent
- Abramson, Jerry (* 1946), US-amerikanischer Politiker
- Abramson, Jill (* 1954), US-amerikanische Journalistin, ehemalige Chefredakteurin der New York Times und Buchautorin
- Abramson, Larry (* 1954), israelischer Künstler
- Abramson, Norman (1932–2020), US-amerikanischer Ingenieur und Informatiker
- Abramson, Paul R. (* 1949), US-amerikanischer Psychologe und Sexualwissenschaftler
- Abramson, Phil (1933–1987), US-amerikanischer Szenenbildner
- Abramson, Robert Marvin (1928–2008), US-amerikanischer Pianist, Dirigent, Komponist, Autor und Musikpädagoge
- Abramtschenko, Wiktorija Walerjewna (* 1975), russische Ökonomin, Beamtin und Politikerin (Einiges Russland)
- Abramtschuk, Alena (* 1988), belarussische Kugelstoßerin und Diskuswerferin
- Abramtschyk, Mikola (1903–1970), belarussischer Politiker und Publizist
- Abramzik, Günter (1926–1992), deutscher Theologe

#### Abran
- Abran, Isabelle (* 1989), kanadische Biathletin
- Abranches Moura, João Dunshee de (1867–1941), brasilianischer Schriftsteller, Dichter, Anwalt, Staatsanwalt, Journalist, Politiker, Soziologe, Musiker, und Professor für Physik und Naturwissenschaften, Anatomie und vergleichende Physiologie und Hochschullehrer
- Abranches, Aluizio (* 1961), brasilianischer Filmregisseur
- Abranches, Aura (1896–1962), portugiesische Schauspielerin und Dramatikerin
- Abrantes Ostrowski, Miguel (* 1972), deutscher Schauspieler, Regisseur und AutorMiguel Abrantes Ostrowski (* 1972)

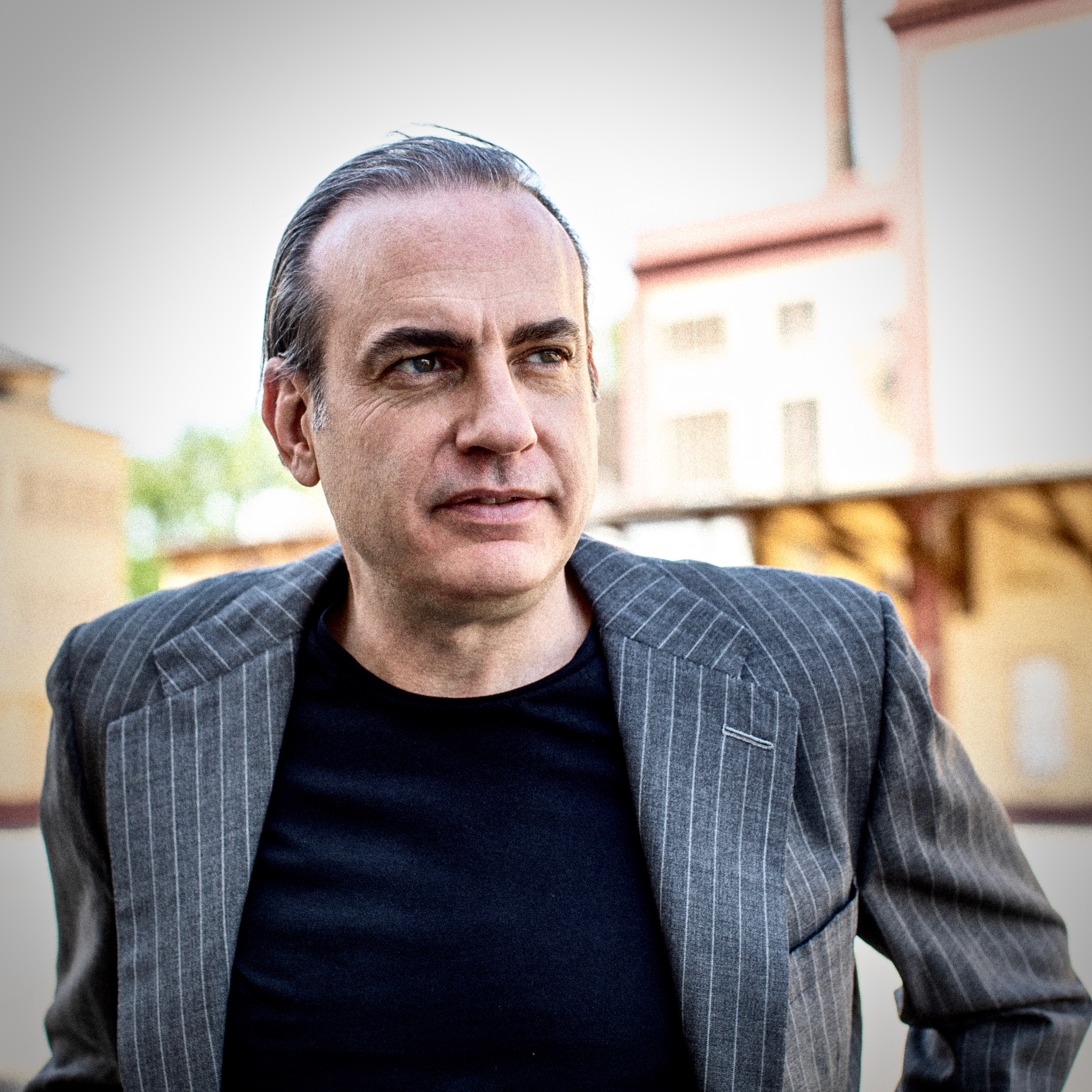
Miguel Abrantes Ostrowski (* 1972)

- Abrantes, Laura Soares, osttimoresische Aktivistin, Soziologin, Mitglied im Staatsrat, Diplomatin
- Abrantès, Laure-Adelaide (1784–1838), französische Hofdame und Schriftstellerin
- Abrantes, Manuel, osttimoresischer Politiker und Diplomat
- Ábrányi, Emil (1851–1920), ungarischer Schriftsteller, Journalist und Opernlibrettist
- Ábrányi, Emil (1882–1970), ungarischer Komponist und Dirigent
- Ábrányi, Kornél (1822–1903), ungarischer Pianist, Schriftsteller, Publizist, Musiktheoretiker und Komponist

#### Abrar
- Abrar-ul-Haq (* 1968), pakistanischer Popmusik-, Bhangra- und Volkssänger
- Abrarul Haq Haqqi (1920–2006), indischer De'obandi-Gelehrter

#### Abras
- Abraschew, Boschidar (1936–2006), bulgarischer Komponist, Musikpädagoge, Musiktheoretiker und Politiker
- Abrašević, Kosta (1879–1898), serbischer Poet
- Abrashi, Amir (* 1990), albanisch-schweizerischer FussballspielerAmir Abrashi (* 1990)

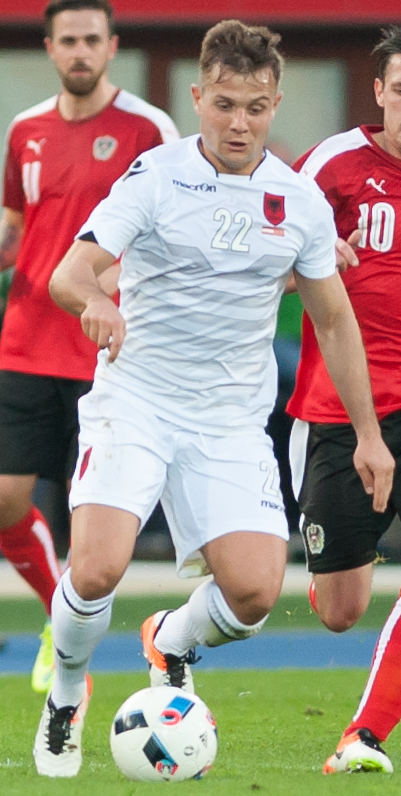
Amir Abrashi (* 1990)

- Abrashkin, Raymond (1911–1960), US-amerikanischer Schriftsteller, Drehbuchautor und Regisseur
- Abrass, Michel (* 1948), syrischer Ordensgeistlicher. emeritierter melkitischer Erzbischof von Tyros
- Abrass, Osias, Chasan und Komponist
- Abrassimow, Pjotr Andrejewitsch (1912–2009), sowjetischer Botschafter in der DDR

#### Abrat
- Abrate, Biagio (* 1949), italienischer Offizier, Generalstabschef der italienischen Streitkräfte (2011–2013)
- Abratis, Thomas (* 1967), deutscher Nordischer Kombinierer
- Abratzky, Constanze (* 1961), deutsche Fernsehjournalistin
- Abratzky, Sebastian (1829–1897), Bezwinger der Festung Königstein

#### Abrav
- Abravanel, Benvenida, italienisch-sefardische Mäzenin und Geschäftsfrau
- Abravanel, Claude (1924–2012), schweizerisch-israelischer Pianist, Musikwissenschaftler und Komponist
- Abravanel, Jehuda ben Isaak, jüdischer Arzt, Philosoph und Dichter
- Abravanel, Maurice (1903–1993), US-amerikanischer Dirigent

### Abre
- Abrecht, Bea, Schweizer Sängerin
- Abrecht, Birgit (* 1961), deutsche Architektin
- Abrek, Andrzej († 1656), polnischer Hochschullehrer
- Abrek, Andrzej der Jüngere († 1700), polnischer Rhetoriklehrer
- Abreo, Dominic Joseph (1923–1987), indischer Geistlicher, römisch-katholischer Bischof von Aurangabad
- Abresch, Eugen (1867–1952), deutscher Unternehmer, Erfinder, Kunstsammler und Politiker
- Abresch, Friedrich Ludwig (1699–1782), niederländischer Philologe deutscher Herkunft
- Abresch, Johann Philipp (1804–1861), deutscher Demokrat
- Abresch, Michaela (* 1965), deutsche Schriftstellerin
- Abresch, Petrus (1736–1812), niederländischer reformierter Theologe
- Abresch, Philipp (* 1975), deutscher Journalist
- Abresch, Wilhelm (1671–1743), deutscher Theologe und Pfarrer
- Abreß, Hubert (1923–2009), deutscher Verwaltungsbeamter
- Abrest, Paul d’ (1850–1893), böhmisch-französischer Schriftsteller
- Abret, Helga (1939–2013), deutsche Germanistin und Übersetzerin
- Abret, Pierre, französischer Maler
- Abreu Camacho, Iván (* 1968), kubanischer Boxer
- Abreu Delgado, Aryam (* 1978), kubanischer Schachgroßmeister
- Abreu Herrera, Jerónimo Tomás (1930–2012), dominikanischer Geistlicher, römisch-katholischer Bischof von Mao-Monte Cristi
- Abreu i Boy, Andreu Avel·lí (1868–1935), spanischer katalanischer Komponist und Musikpädagoge
- Abreu Oliveira, Anderson Luís de (* 1988), brasilianischer FußballspielerAnderson Luís de Abreu Oliveira (* 1988)

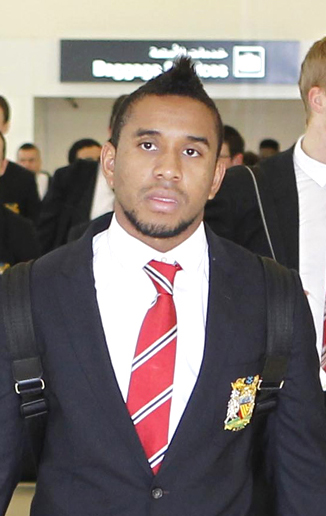
Anderson Luís de Abreu Oliveira (* 1988)

- Abreu y Bertodano, Felix Joseph de (1721–1766), spanischer Diplomat und Botschafter
- Abreu y Castaño, Gabriel (1834–1881), spanischer Gitarrist, Pianist, Komponist und Behindertenlehrer
- Abreu, Alcinda (* 1953), mosambikanische Politikerin (FRELIMO)
- Abreu, Alê (* 1971), brasilianischer Filmregisseur und Drehbuchschreiber
- Abreu, Aleixo de (1568–1630), portugiesischer Arzt
- Abreu, Andrea (* 1995), spanische Journalistin und Schriftstellerin
- Abreu, Aníbal (1928–2023), venezolanischer Pianist, Arrangeur und Komponist
- Abreu, Anna (* 1990), finnische Popsängerin
- Abreu, Antonio, portugiesischer klassischer Gitarrist
- Abreu, António de, portugiesischer Entdecker in Südostasien
- Abreu, Antônio Paulino Limpo de (1798–1883), brasilianischer Politiker
- Abreu, Caio Fernando (1948–1996), brasilianischer Schriftsteller
- Abreu, Capistrano de (1853–1927), brasilianischer Historiker
- Abreu, Casimiro de (1839–1860), brasilianischer Lyriker
- Abreu, César Augusto Rocha, portugiesischer Offizier und Kolonialverwalter
- Abreu, Ester de (1921–1997), portugiesische Sängerin
- Abreu, Fernando (* 1984), brasilianischer Fußballspieler
- Abreu, Florêncio de (1839–1881), brasilianischer Rechtsanwalt, Journalist, Autor und Politiker
- Abreu, José Antonio (1939–2018), venezolanischer Wirtschaftswissenschaftler, Komponist und Musikförderer
- Abreu, Julio (1954–2022), paraguayischer Schwimmer
- Abreu, Kátia (* 1962), brasilianische Politikerin
- Abreu, Lopo Cancela de (1913–1990), portugiesischer Arzt und Politiker
- Abreu, Marco (* 1974), angolanischer Fußballspieler
- Abreu, Morais (* 1968), angolanischer Beachvolleyballspieler
- Abreu, Plácido de (1903–1934), portugiesischer Kunstflieger
- Abreu, Renato (* 1978), brasilianischer Fußballspieler
- Abreu, Rosalía (1862–1930), kubanische Naturforscherin
- Abreu, Rui (1961–1982), portugiesischer Schwimmer
- Abreu, Sebastián (* 1976), uruguayischer Fußballspieler
- Abreu, Sérgio (1948–2023), brasilianischer Gitarrist und Gitarrenbauer
- Abreu, Zequinha de (1880–1935), brasilianischer Komponist und Instrumentalist
- Abrevaya, Elda (* 1950), türkische Psychoanalytikerin
- Abrey, Brian (* 1939), englischer Fußballspieler

### Abrh
- Abrhám, Josef (1939–2022), tschechischer SchauspielerJosef Abrhám (1939–2022)

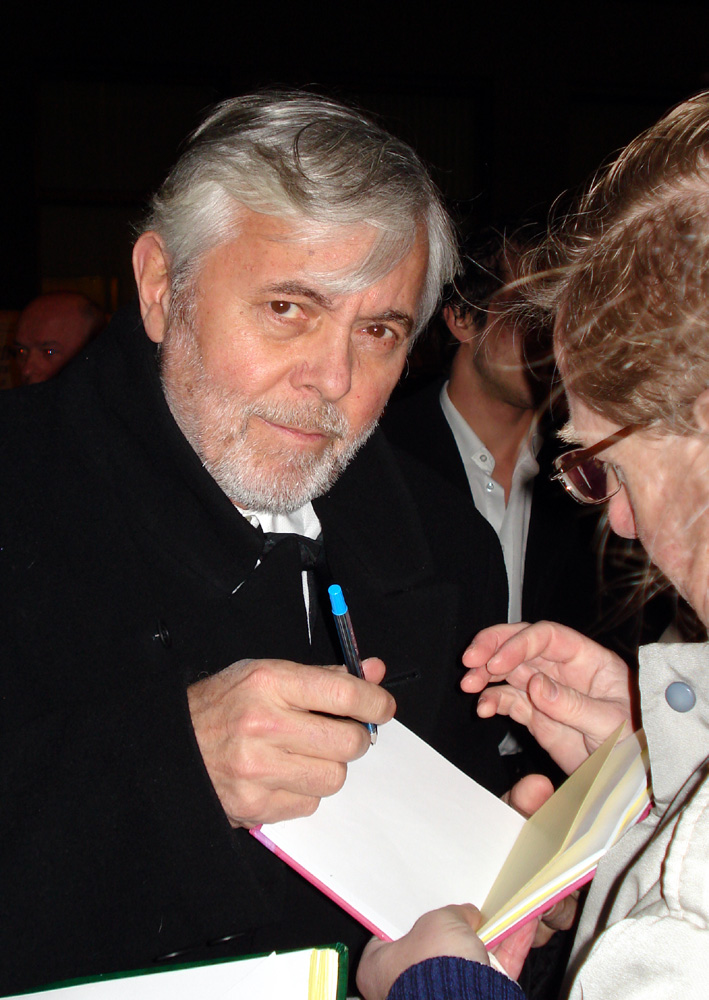
Josef Abrhám (1939–2022)

- Abrhámová, Michaela (* 1993), slowakische Volleyballspielerin

### Abri
- Abri, Husain Suhail Humaid Abdulla Al- (* 1978), Fußballspieler der Vereinigten Arabischen Emirate
- Abriac, Joël, französischer Sound Designer und Tontechniker
- Abrial, Gaëtane (* 1988), französische Sängerin
- Abrial, Georges (1898–1970), französischer Aerodynamiker und Förderer des Segelflugs
- Abrial, Jean-Raymond (1938–2025), französischer Informatiker
- Abrial, Stéphane (* 1954), französischer General
- Abriel, Fabrice (* 1979), französischer Fußballspieler
- Abrigo, Joe (* 1995), chilenischer Fußballspieler
- Abrikossow, Alexei Alexejewitsch (1928–2017), russisch-US-amerikanischer Physiker
- Abrikossow, Alexei Iwanowitsch (1875–1955), sowjetischer Pathologe
- Abrikossowa, Anna Iwanowna (1882–1936), russische Katholikin, Ehrwürdige Dienerin Gottes
- Abril González, Jaime Cristóbal (* 1972), kolumbianischer Geistlicher und römisch-katholischer Bischof von Arauca
- Abril Tirado, Pedro Ximénez († 1856), peruanischer Komponist
- Abril y Castelló, Santos (* 1935), spanischer apostolischer Nuntius in Südamerika, Afrika und auf dem Balkan, Kurienerzbischof
- Abril, Juan José (* 1980), spanischer Bahn- und Straßenradrennfahrer
- Abril, Richard (* 1982), kubanischer Boxer
- Abril, Tomás, spanischer Sänger, Gitarrist, Cembalist und Komponist
- Abril, Victoria (* 1959), spanische SchauspielerinVictoria Abril (* 1959)

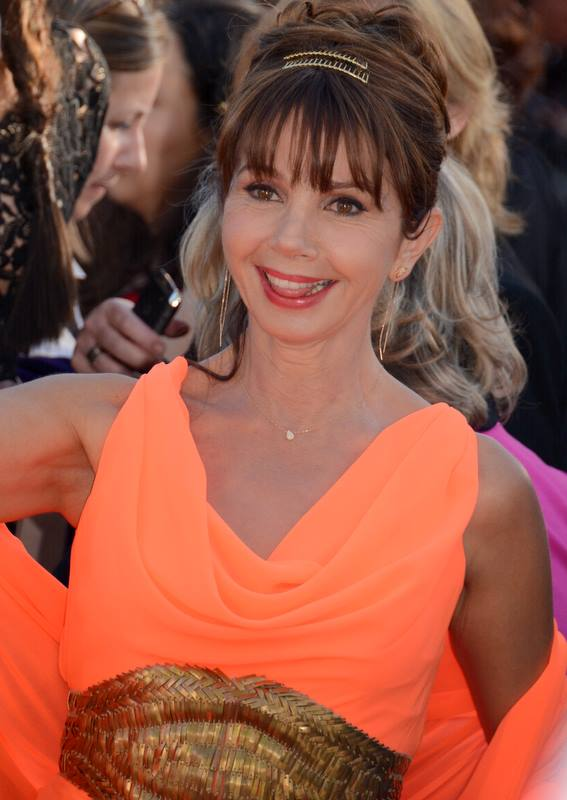
Victoria Abril (* 1959)

- Abril, Vincent (* 1995), französischer Autorennfahrer
- Abrines, Álex (* 1993), spanischer Basketballspieler
- Abrini, Mohamed (* 1984), belgischer mutmaßlicher Terrorist
- Åbrink, Richard (1889–1973), schwedischer Speerwerfer
- Abrioux, Jean-Claude (1931–2011), französischer Politiker, Mitglied der Nationalversammlung
- Abrishami, Hessam (* 1951), iranischer Kunstmaler und Bildhauer

### Abro
- Abro, Bourhan (* 1995), dschibutischer Schwimmer
- Abrokomas († 480 v. Chr.), persischer Prinz
- Abrokomas, persischer Feldherr der Achämeniden
- Abrokwa, Nana (* 1968), deutscher Rapper und DJNana Abrokwa (* 1968)

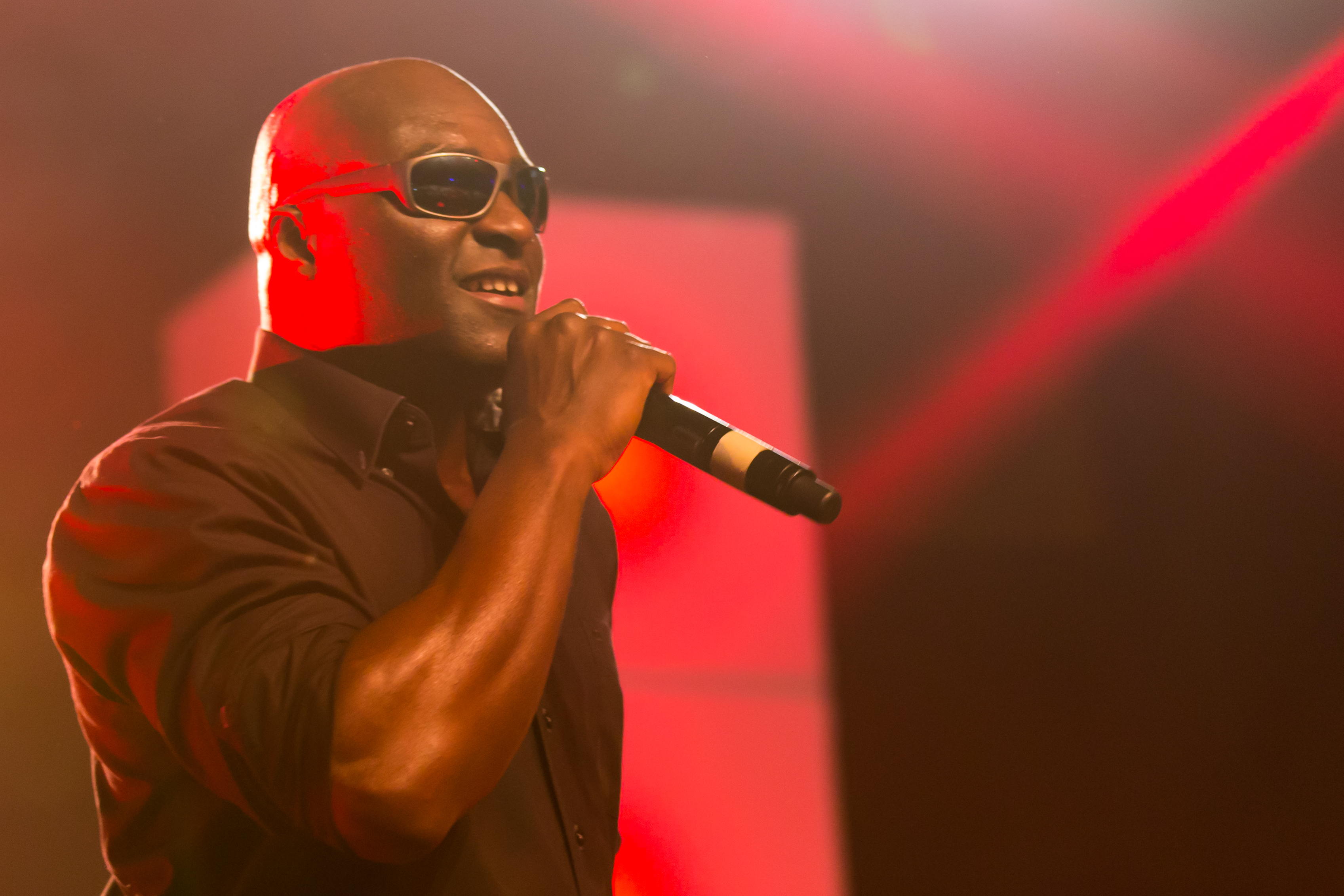
Nana Abrokwa (* 1968)

- Abrol, Tanya (* 1986), indische Filmschauspielerin
- Abrolat, Werner (1924–1997), deutscher Schauspieler und Synchronsprecher
- Abromaitis, Tim (* 1989), US-amerikanischer Basketballspieler
- Abromavičius, Aivaras (* 1976), litauisch-ukrainischer Manager und Politiker
- Abromeit, Franz (1907–1964), deutscher SS-Führer und Judenreferent
- Abromeit, Fritz (1923–2004), deutscher Fußballspieler
- Abromeit, Hans-Jürgen (* 1954), deutscher evangelischer Geistlicher, Bischof im Sprengel Mecklenburg und Pommern der Nordkirche
- Abromeit, Heidrun (* 1943), deutsche Politikwissenschaftlerin
- Abromeit, Johannes (1857–1946), deutscher Botaniker
- Abromeit, Jürgen (* 1960), deutscher Manager
- Abromeit, Jutta (* 1959), deutsche Ruderin
- Abromeit, Susie (* 1982), US-amerikanische Schauspielerin
- Abromeit, Willi (1913–1942), deutscher Fußballspieler
- Abroms, Edward M. (1935–2018), US-amerikanischer Filmeditor und Fernsehregisseur
- Abromtschyk, Aljaksej (* 1991), belarussischer Biathlet
- Abronius Silo, römischer Dichter
- Abroo (* 1977), deutscher Rapper
- Abrossimow, Alexander Wladimirowitsch (* 1983), russischer Volleyballspieler
- Abrossimow, Pawel Wassiljewitsch (1900–1961), sowjetischer Architekt
- Abrossimowa, Anastassija Alexandrowna (* 1990), russische Triathletin
- Abrotelia, Pythagoreerin

### Abru
- Abrudan, Octavian (* 1984), rumänischer Fußballspieler
- Abruña, Héctor D. (* 1953), US-amerikanischer Chemiker
- Abruña, Rubén, puerto-ricanischer Regisseur
- Abrunculus, Bischof von Trier
- Abrunhosa, Pedro (* 1960), portugiesischer Jazz- und Popmusiker sowie Autor
- Abrupolis, König der Sapäer
- Abrusati, Diomede, italienischer Goldschmied
- Abruscato, Sal (* 1970), US-amerikanischer Metal-Schlagzeuger, -Gitarrist und -SängerSal Abruscato (* 1970)

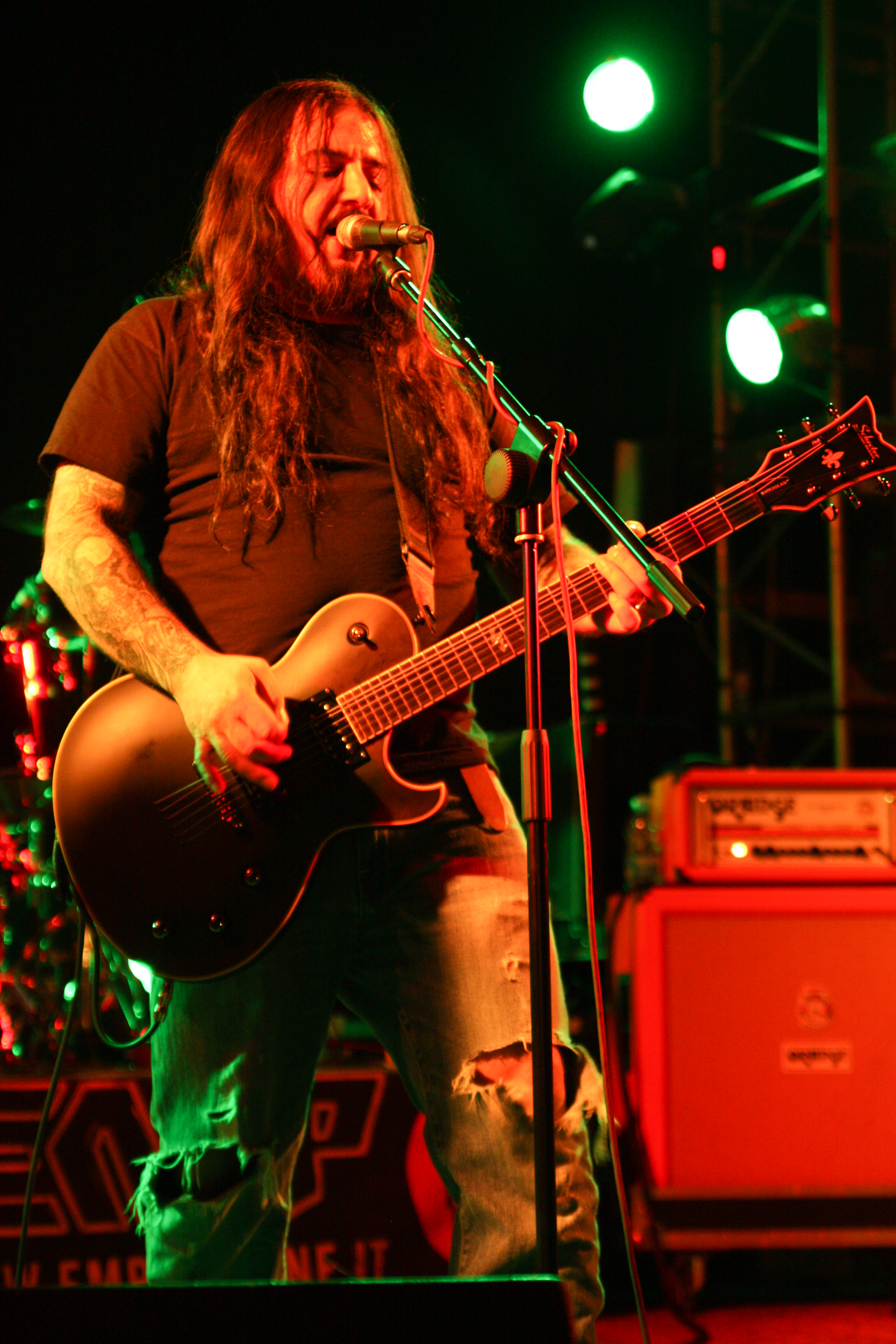
Sal Abruscato (* 1970)

- Abruscia, Alessandro (* 1990), italienischer Fußballspieler
- Abruszat, Kai (* 1969), deutscher Politiker (FDP), MdL
- Abrutis, Antanas (* 1969), litauischer Kraftsportler (Kraftdreikampf) und Strongman
- Abruzzese, Alberto (* 1942), italienischer Literatur- und Medienwissenschaftler
- Abruzzo, Ben (1930–1985), US-amerikanischer Ballonfahrer
- Abruzzo, Matthew T. (1889–1971), US-amerikanischer Jurist
- Abruzzo, Ray (* 1954), US-amerikanischer Schauspieler

### Abry
- Abry, Léon (1857–1905), belgischer Militärmaler, Aquarellist und Radierer
- Abry, Wilhelm Tobias (* 1968), deutscher Marineoffizier